# Miracorvina
Miracorvina is een monotypisch geslacht van straalvinnige vissen uit de familie van ombervissen (Sciaenidae).

## Soort
- Miracorvina angolensis (Norman, 1935)